# 戶次重幸
戶次重幸（日语：／ Totsugi Shigeyuki；1973年11月7日—），本名、舊藝名佐藤重幸（日语：／ Satō Shigeyuki），是日本男演員，剧场组合TEAM NACS的一员，出身自北海道，CREATIVE OFFICE CUE、Amuse旗下藝人。

## 经历
北海道札幌市出生，札幌市立手稻西中学校、北海道札幌手稻高等学校毕业。1993年就读北海学园大学工学部时，加入了学校的舞台剧研究社。读大学时与森崎博之等五人友好，组成《TEAM NACS》，成为现在的剧团单位。
2015年9月8日，与日本女演员市川由衣宣布结婚。
2016年9月，第一个孩子出生，是男儿。
2020年9月，第二个孩子出生，是男儿。

## 作品列表

### 電視劇
- 一公升眼淚（2005年10月11日－12月20日，富士電視台）：飾演 西野良三
- 戀愛維他命（2006年7月10日－9月18日，富士電視台）：飾演 三田圭介
- 神探伽俐略 第7集（2007年11月26日，富士電視台）：飾演 峰村英和
- THE QUIZ SHOW（2008年7月5日－9月27日，日本電視台）：飾演 山之邊健吾
- 33分偵探（2008年8月2日－9月27日，富士電視台）：飾演 茂木刑警
- Summer Rescue～天空的診療所～（2012年7月8日－9月23日，TBS）：飾演 野村恭介
- 萬事占卜處 歡迎來到陰陽屋 第1集（2013年10月9日，富士電視台）：飾演 里見健介
- 變身（2014年7月27日－8月24日，WOWOW）：飾演 光國隆康
- 全部成為F（2014年10月－12月23日，富士電視台）：飾演 鵜飼大介
- 花咲舞不會沈默 第7集（2015年8月19日，日本電視台）：飾演 葛西紀夫
- 集團左遷！！ 第4集（2019年5月12日，TBS）：飾演 神崎昇
- 好醫生（2018年7月12日－9月13日，富士電視台）：飾演 間宮啓介
- 集團左遷!! 第4集（2019年5月12日，TBS）：飾演 神崎昇
- 夏空（2019年4月1日－9月28日，NHK）：飾演 山田正治
- 監察醫 朝顏（2019年7月8日－9月23日、富士電視台）：飾演 山倉伸彥
  - 監察醫 朝顏 （特別編）（2019年9月30日）
  - 監察醫 朝顏 （第2季）（2020年11月2日－2021年3月22日）
- 大叔的愛－in the sky－（2019年11月2日－12月21日，朝日電視台）：飾演 四宮要
- 半澤直樹 第2季 第2－4集（2020年7月26日－8月9日，TBS）：飾演 鄉田行成
- 只有我不存在的城市（2021年1月8日－3月26日，關西電視台）：飾演 八代學
- 要來杯咖啡嗎 第3集（2021年4月19日，東京電視台）：飾演 飯田正彥
- 假面騎士REVICE（2021年9月5日－2022年8月28日，朝日電視台）：飾演 五十嵐元太（白波純平）
- SUPER RICH（2021年10月14日 - 12月23日，富士電視台）：飾演 一之瀬亮
- 99.9 刑事專門律師 特別篇：新的相遇篇（2021年12月29日，TBS）：飾演 岡部康行
- 心動迎戰Song！（2022年1月11日－3月15日，TBS）：飾演 迫智也
- 和風喫茶鹿楓堂 第5集－第8集（2022年2月12日－3月6日，朝日電視台）：飾演 神子洸一郎
- 心胸咚咚 第1週・第2週（2022年4月11日－22日，NHK）：飾演 青柳史彥
- 魔法翻新 第8集（2022年9月5日，富士電視台）：飾演 弘前悟
- STAND UP START（2023年1月18日－3月29日，富士電視台）：飾演 高島瑞貴
- Dr.Chocolate 第6集－第9集（2023年5月27日－6月17日，日本電視台）：飾演 町野信也
- 正直不動產2 第1集（2024年1月9日，NHK綜合）：飾演 田口篤司
- GO HOME～警視廳身份不明人相談室～（2024年7月13日－9月28日，日本電視台）：飾演 堀口尚文
- 法庭之龍 第3集（2025年1月31日，東京電視台）：飾演 幹本篤信
- 佔領放送局（2025年7月12日－，日本電視台）：飾演 奄美大智

### 電影
- Little DJ～小小的愛情故事（2007年12月15日）：飾演 高崎太郎
- 櫻蘭高校男公關部（2012年3月17日）：飾演 藤岡涼二（蘭花）
- 烏鴉的拇指（2012年11月23日）：飾演 豚豚亭的老闆
- 相棒系列 X DAY（2013年3月23日）：飾演 中山雄吾
- 貓侍（2014年3月1日）：飾演 米澤三郎太
- 白色榮光 最終章：地獄犬肖像（2014年3月29日）：飾演 長谷川崇
- KISS忍耐大賽 THE MOVIE2（2014年10月17日）：飾演 関研究員
- 疾風迴旋曲（2016年11月26日）：飾演 葛原克也
- 電影版妖怪手錶：飛天巨鯨與兩個世界的大冒險喵！（2016年12月17日）：飾演 景太的父親
- 一週的朋友。（2017年2月18日）：飾演 井上潤
- 愛在雨過天晴時（2018年5月25日）：飾演 九條千尋
- 空母伊吹（2019年5月24日）：飾演 淵上晉
- 假面騎士 對決！超越新世代（2021年12月17日）：飾演 五十嵐元太

## 外部連結
- 經紀公司個人資料頁面（日語）